# Majs
Majs é um município da Hungria, situado no condado de Baranya. Tem 32,06 km² de área e sua população em 2019 foi estimada em 873 habitantes.